# Olchowiec (Chełm)
Pour les articles homonymes, voir Olchowiec.
Olchowiec (prononciation : [ɔlˈxɔvʲɛt͡s]) - (en ukrainien: Вільховець, Vil’khovets’) est un village polonais de la gmina de Wierzbica dans le powiat de Chełm de la voïvodie de Lublin dans l'est de la Pologne.
Il se situe à environ 4 kilomètres au sud-ouest de Wierzbica (siège de la gmina), 18 kilomètres au nord-ouest de Chełm (siège du powiat) et 50 kilomètres à l'est de Lublin (capitale de la voïvodie).

## Histoire
De 1975 à 1998, le village est attaché administrativement à la voïvodie de Chełm.

Depuis 1999, il fait partie de la voïvodie de Lublin.